# Брестский троллейбус

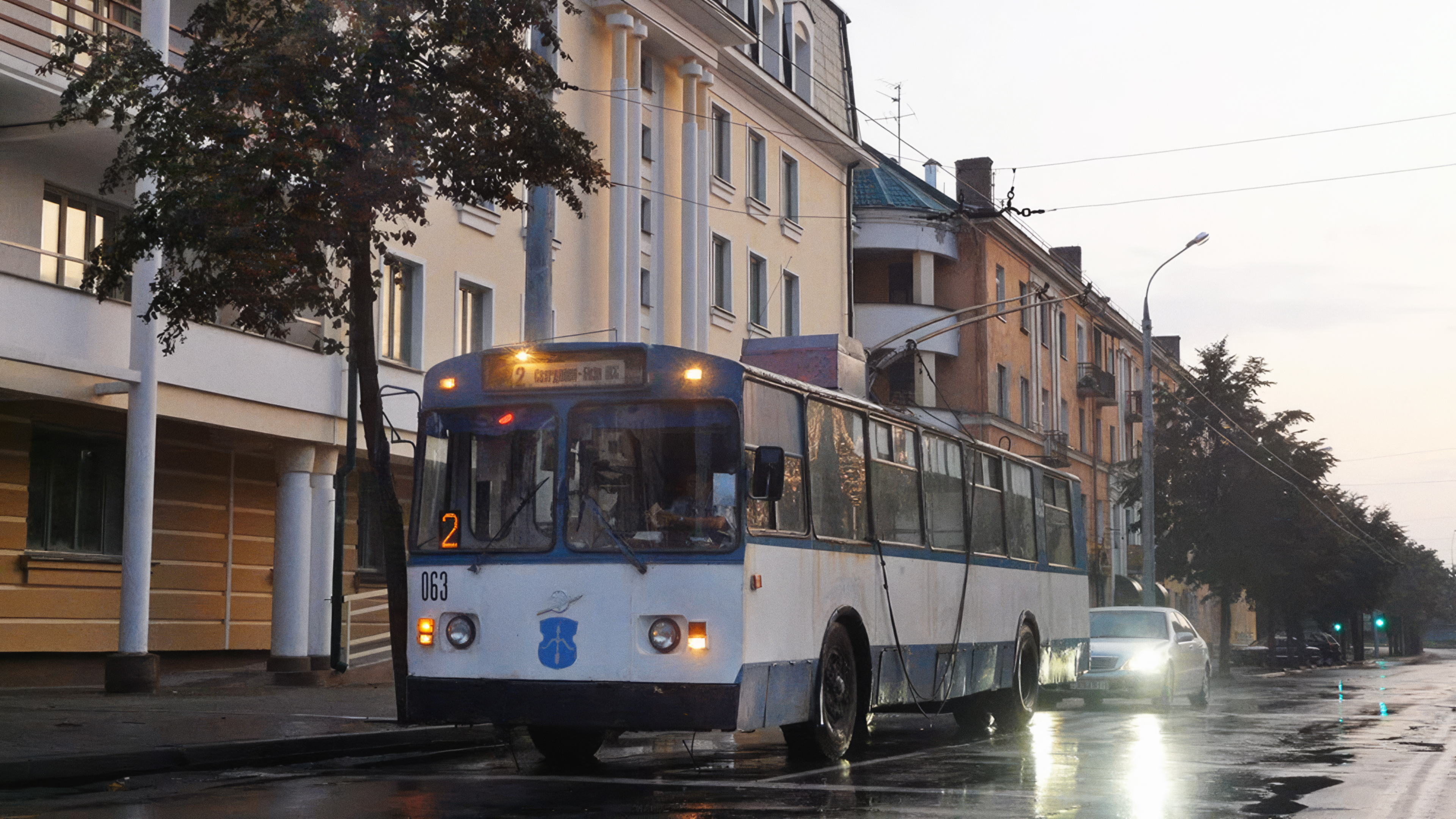
Троллейбус ЗиУ, ушедший в историю, и больше не эксплуатирующийся в городе

Бре́стский тролле́йбус (бел. Брэсцкi тралейбус) — троллейбусная система Бреста, открытая 18 апреля 1981 года. Самая молодая троллейбусная система Беларуси.
По состоянию на апрель 2025 года насчитывает 13 маршрутов. Обслуживается одним троллейбусным парком. В 2015 году троллейбусы перевезли 23,7 млн пассажиров.

## История
В 1980 году численность населения Бреста практически «доросла» до преодоления рекордной 200-тысячной планки. Грядущая эра бума персональных авто и маршрутных такси еще не значилась в прогнозах и не просматривалась на горизонте долгосрочных перспектив, зато необходимость в решении транспортного вопроса уже успела назреть. В помощь существующему автобусному движению было организовано новое — троллейбусное.
Торжественному официальному пуску первого брестского троллейбуса предшествовала серьезная подготовительная работа сразу по нескольким направлениям.
Как сообщала в одной из своих тогдашних публикаций «Заря»:
«Строители СУ-98 стройтреста №8 установили сотни опор, протянули десятки километров проводов контактной сети, подключили их к подстанциям. А в это время в учебно-курсовом комбинате Минского трамвайно-троллейбусного управления постигали азы вождения десятки юношей и девушек. В одном из городов страны выполнялся почетный заказ: изготавливались троллейбусы, которые потом железнодорожники доставили в наш город. И едва только прибыли первые машины, как сразу же начались пробные испытательные рейсы. Поглядывая на красивые, изящные машины, каждый из нас мечтал о том времени, когда они откроют двери, и водители пригласят нас в салон». 
В традициях, не устаревших и поныне, новую страницу летописи областного центра открыл митинг с участием сотен горожан: со знаменательным событием их поздравили председатель горисполкома В. С. Косьянчук, рабочий электромеханического завода имени XXV съезда КПСС И. Е. Смолий. 
Движение по первому троллейбусному маршруту началось 17 апреля 1981 года. На тот момент это был один из самых длинных маршрутов общественного транспорта — протяженностью в 20,5 км, он протянулся параллельными линиями проводов от микрорайона «Восток» через улицу Янки Купалы, Партизанский проспект, улицы Московскую и Карла Маркса.
Продлить его до комбината строительных материалов (КСМ) тогда только значилось в планах, которые давно уже осуществлены. 
| Перевезено пассажиров за год, млн                                                               |
| Графики недоступны из-за технических проблем. См. информацию на Фабрикаторе и на mediawiki.org. |

| Количество троллейбусов                                                                         |
| Графики недоступны из-за технических проблем. См. информацию на Фабрикаторе и на mediawiki.org. |

## Маршруты
C 1 марта 2023 года изменилась нумерация троллейбусных маршрутов: их номера увеличились на 100. Например, маршрут № 1 стал № 101, № 2 – № 102.
- № 100 — ДП Областная больница — Юго-Запад 1;
- № 101 — Автовокзал[9] — ДП Областная больница;
- № 102 — ул. Свердлова — ДП СК «Виктория» (через ул. Гаврилова);
- № 102А — ДС СК «Виктория» — Агротранс;
- № 103 — Автовокзал — ДП СК «Виктория» (через Партизанский проспект);
- № 104 — Автовокзал — КСМ;
- № 105 — ДП Завод «Цветотрон» — ДП Областная больница (через ул. Янки Купалы);
- № 106 — ДП Завод «Цветотрон» — ДП Областная больница (через проспект Республики);
- № 107 — ДП Завод «Цветотрон» — ДП СК «Виктория»;
- № 108 — Автовокзал — ДП Завод «Цветотрон»;
- № 109 — ДП Завод «Цветотрон» — Партизанский проспект;
- № 110 — Городская больница 1 — ДП Областная больница (Городская больница 1 — Тельмы);
- № 111 — ДП Завод «Цветотрон» — Брестоблавтотранс;

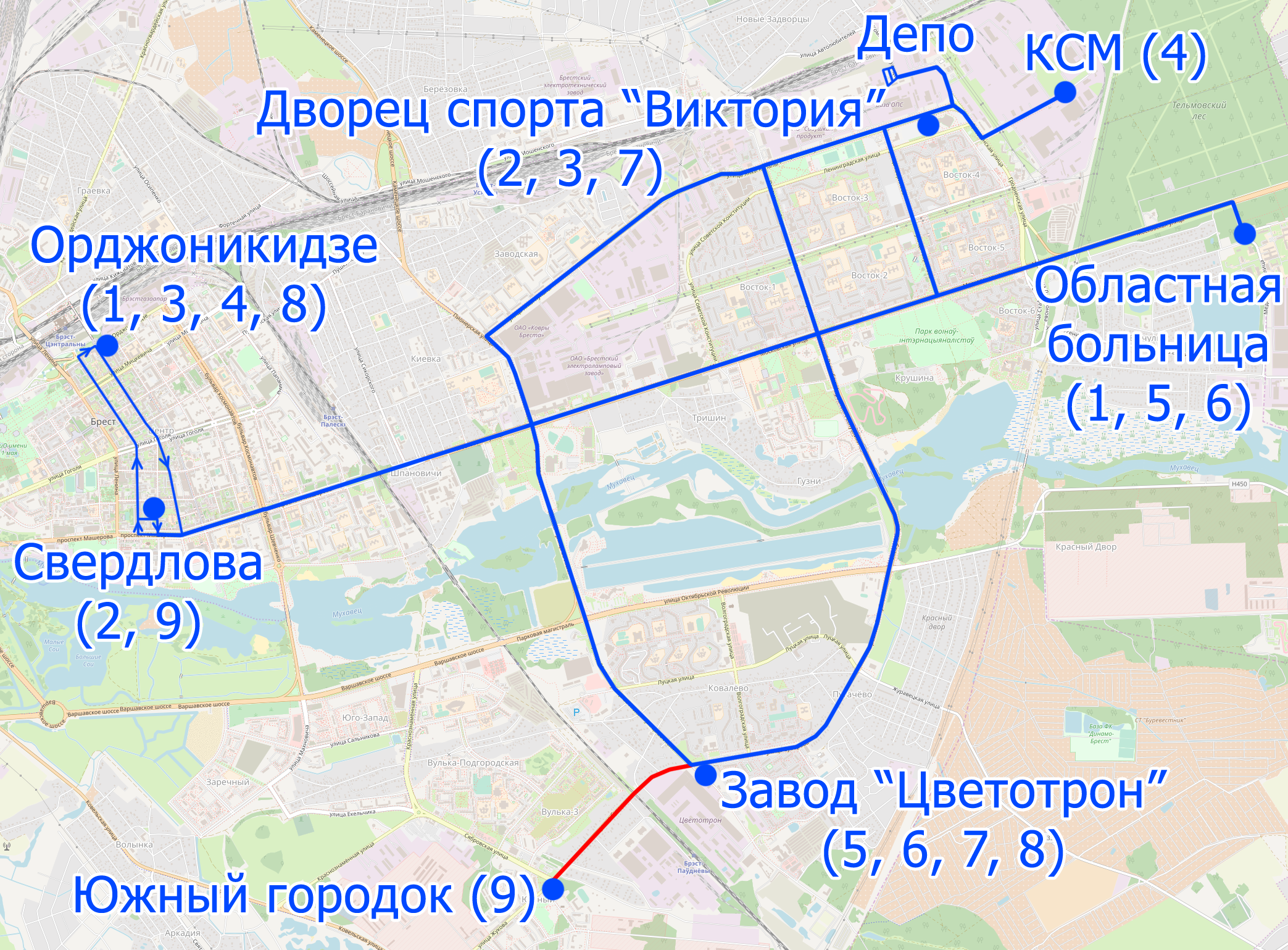
Карта троллейбусных маршрутов Бреста

## Ранее существовавшие маршруты
- № 6 — ДП Завод «Цветотрон» — Свердлова (1990-е годы);
- № 2 — ДП СК «Виктория» — Орджоникидзе (2007—2012);
- № 2а — ДП СК «Виктория» — Орджоникидзе (После восстановления сети на ул. Свердлова в декабре 2010 года было решено о пуске маршрута № 2а до ул. Орджоникидзе, а маршрута № 2 — до ул. Свердлова. Однако, уже в январе 2011 года маршрут № 2 ходил до ул. Орджоникидзе, а линия на ул. Свердлова не использовалась);
- № 9 — ДП Завод «Цветотрон» — Свердлова (Через микрорайон Восток) (15 марта 2013—Июнь 2013) (До закупки троллейбусов с АХ и продлением Маршрута до ДП Южный городок)
- № 9 — ДП Южный городок — ДП Завод «Цветотрон» — Свердлова (через микрорайон Восток) (до 2020 года).

## Подвижной состав

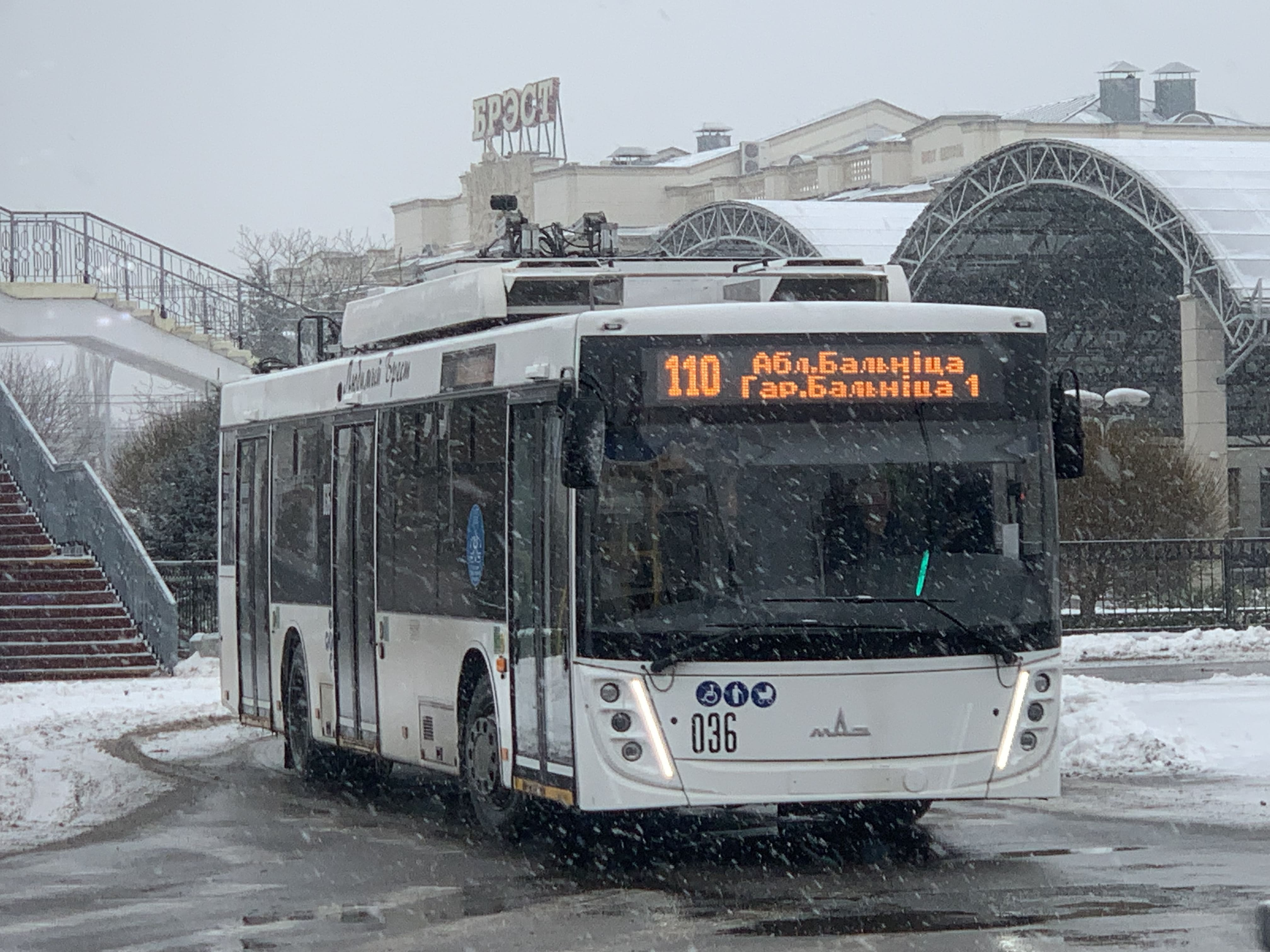
Брестский троллейбус МАЗ-203Т № 110 с динамической подзарядкой

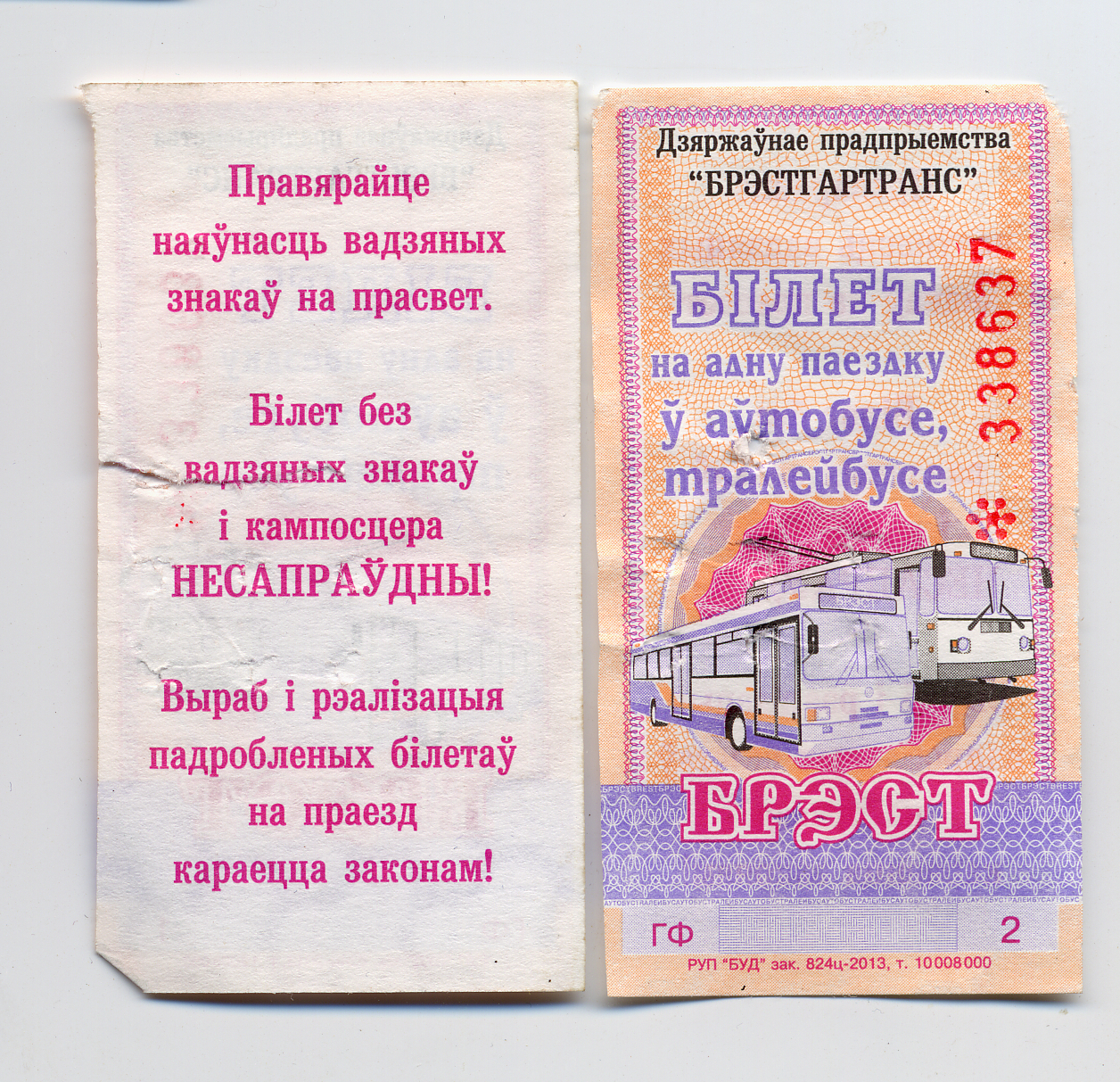

По данным базе transphoto, по состоянию на апрель 2025 года в наличии имеется 79 троллейбусов:
- АКСМ-221 — 20 троллейбусов (с 2008);
- АКСМ-32102 — 8 троллейбусов, 2 из них учебные (с 2005);
- АКСМ-321 — 27 троллейбусов (с 2017);
- МАЗ-ЭТОН-103Т — 7 троллейбусов (с 2007);
- АКСМ-32100А — 6 троллейбусов (с 2013);
- МАЗ-303Т20 — 1 троллейбус (с 2025);
- МАЗ-203Т70 — 10 троллейбусов (с 2023);

Также ранее эксплуатировались троллейбусы следующих моделей: 
- АКСМ-101А (1997—2017);
- АКСМ-101ПС (1998—2017);
- АКСМ-101М (1998—2017);
- АКСМ-100 (ЗиУ-АКСМ) (1993—2015);
- ЗиУ-682В (1981—2008);
- ЗиУ-682В00 (1982—2010);
- ЗиУ-682В-012 (1988—2010);
- ЗиУ-682Г00 (1991—2014) (последний троллейбус был списан и утилизирован в июле 2014 года);
- АКСМ-201 (1997—2018) (последний троллейбус был списан и утилизирован в декабре 2018 года);
- АКСМ-101 (1995—2017) (последний троллейбус был списан и утилизирован в мае 2017 года).
- АКСМ-20102 (1999—202?) (последний троллейбус был списан и утилизирован в 2024 году)

## Галерея

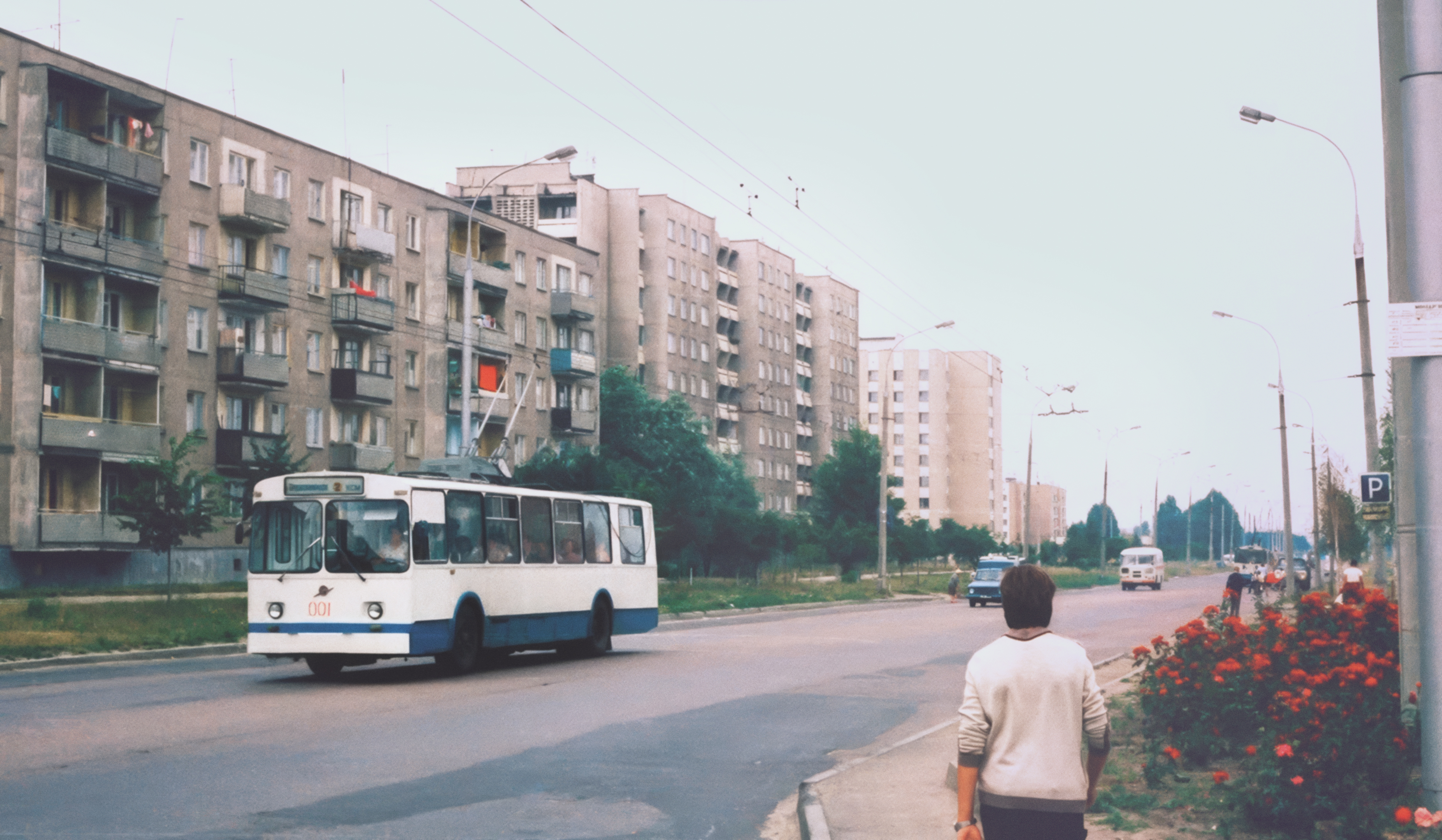
Первый Брестский троллейбус с номерным знаком 001 на Партизанском проспекте. Архивная фотография
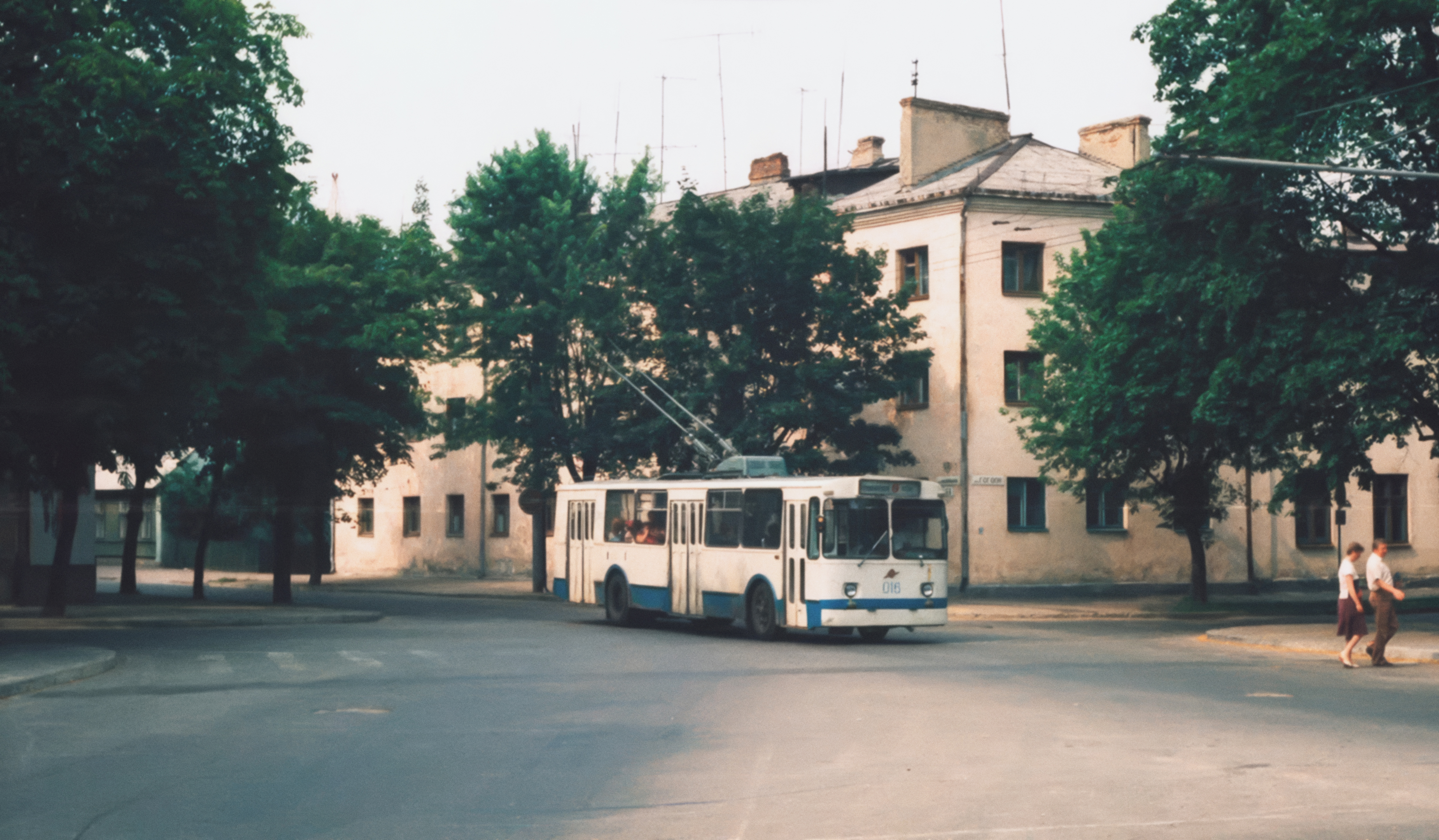
Троллейбус ЗИУ с номерным знаком 016 на площади Свободы г. Бреста. Архивная фотография
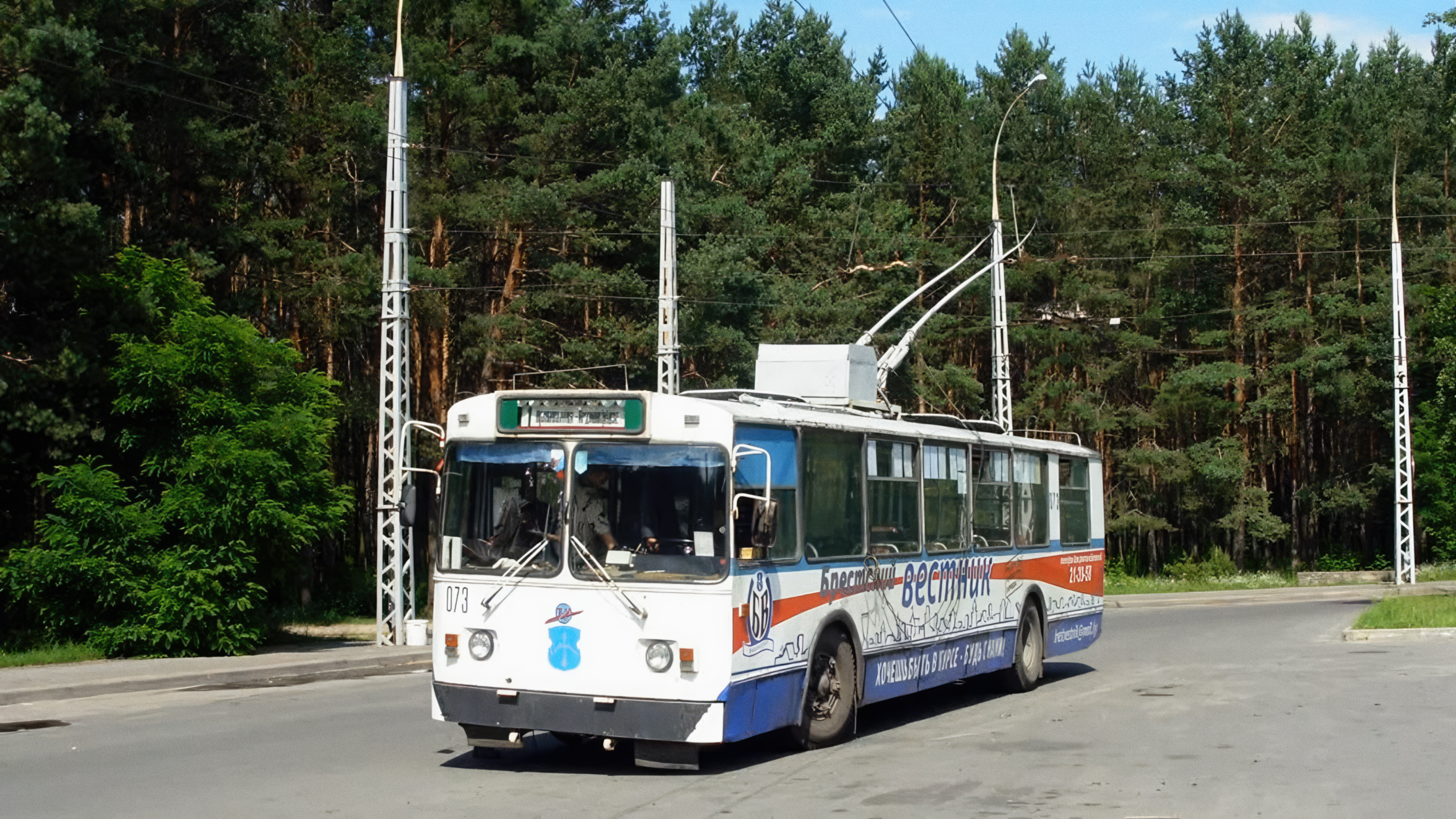
Троллейбус на конечной остановке Областная больница. Историческое фото
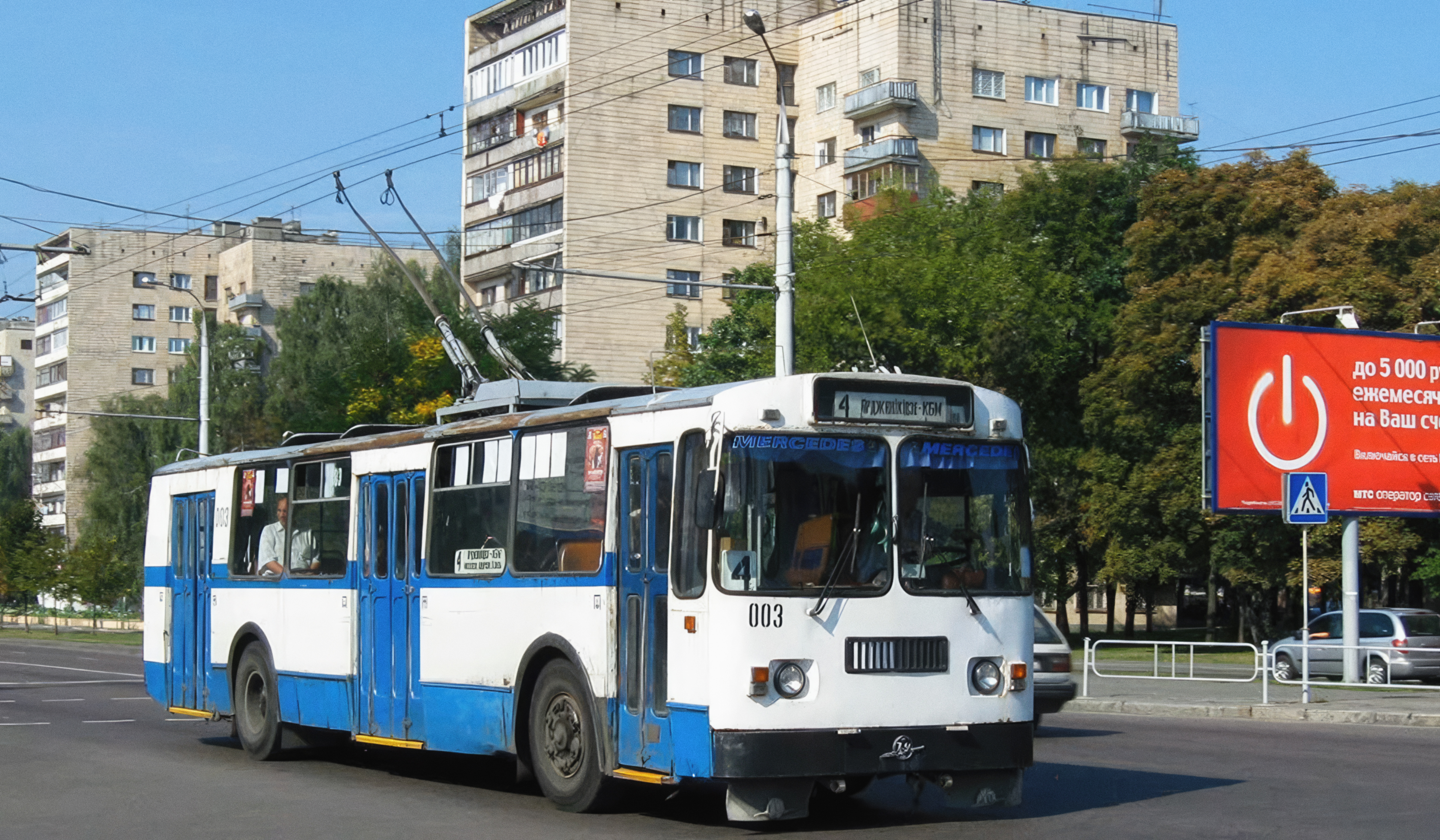
Троллейбус ЗИУ подъезжает к остановочному пункту МОПРа. Историческое фото
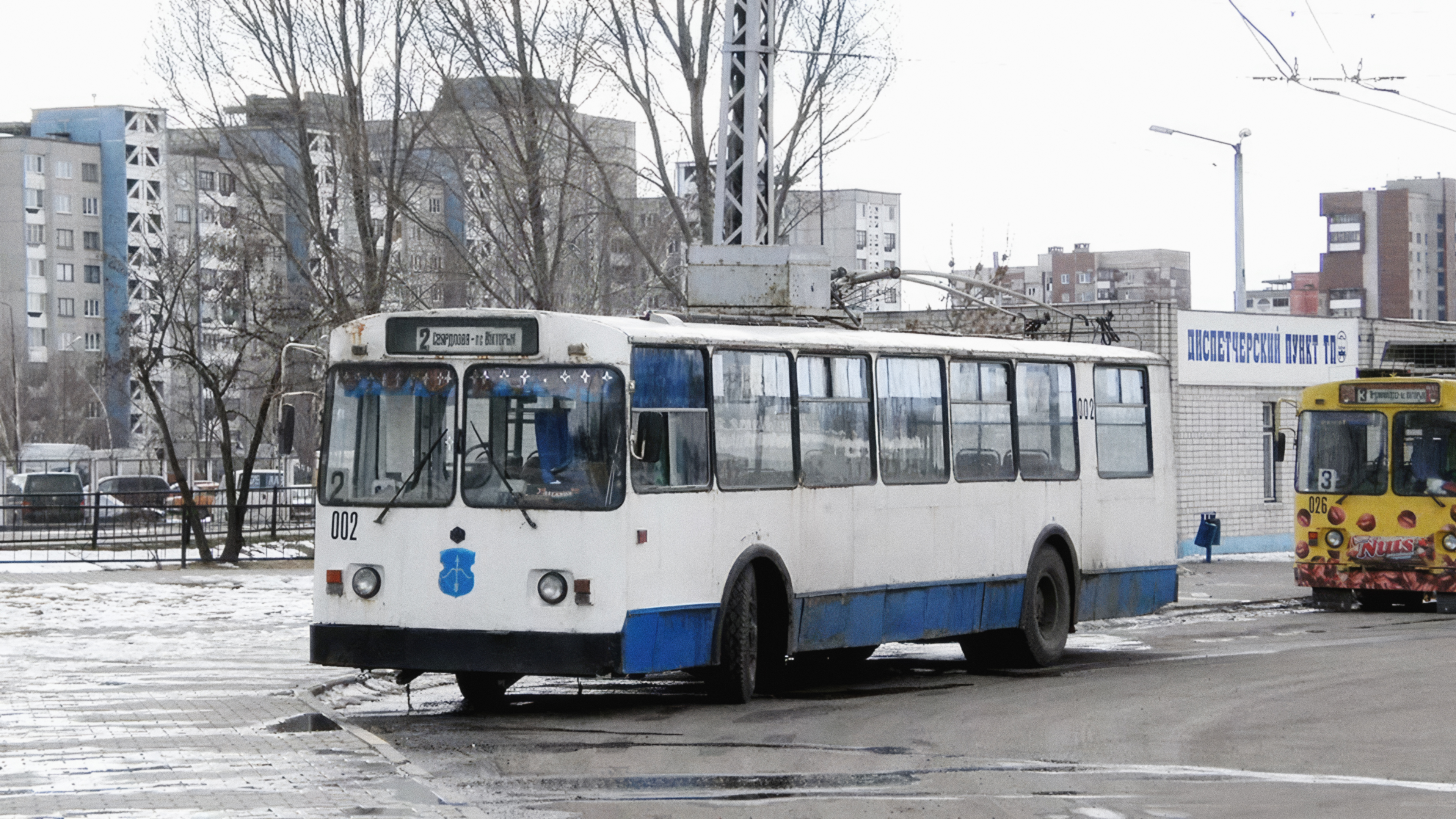
Троллейбус АКСМ-100 на конечном остановочном пункте Виктория. Историческое фото
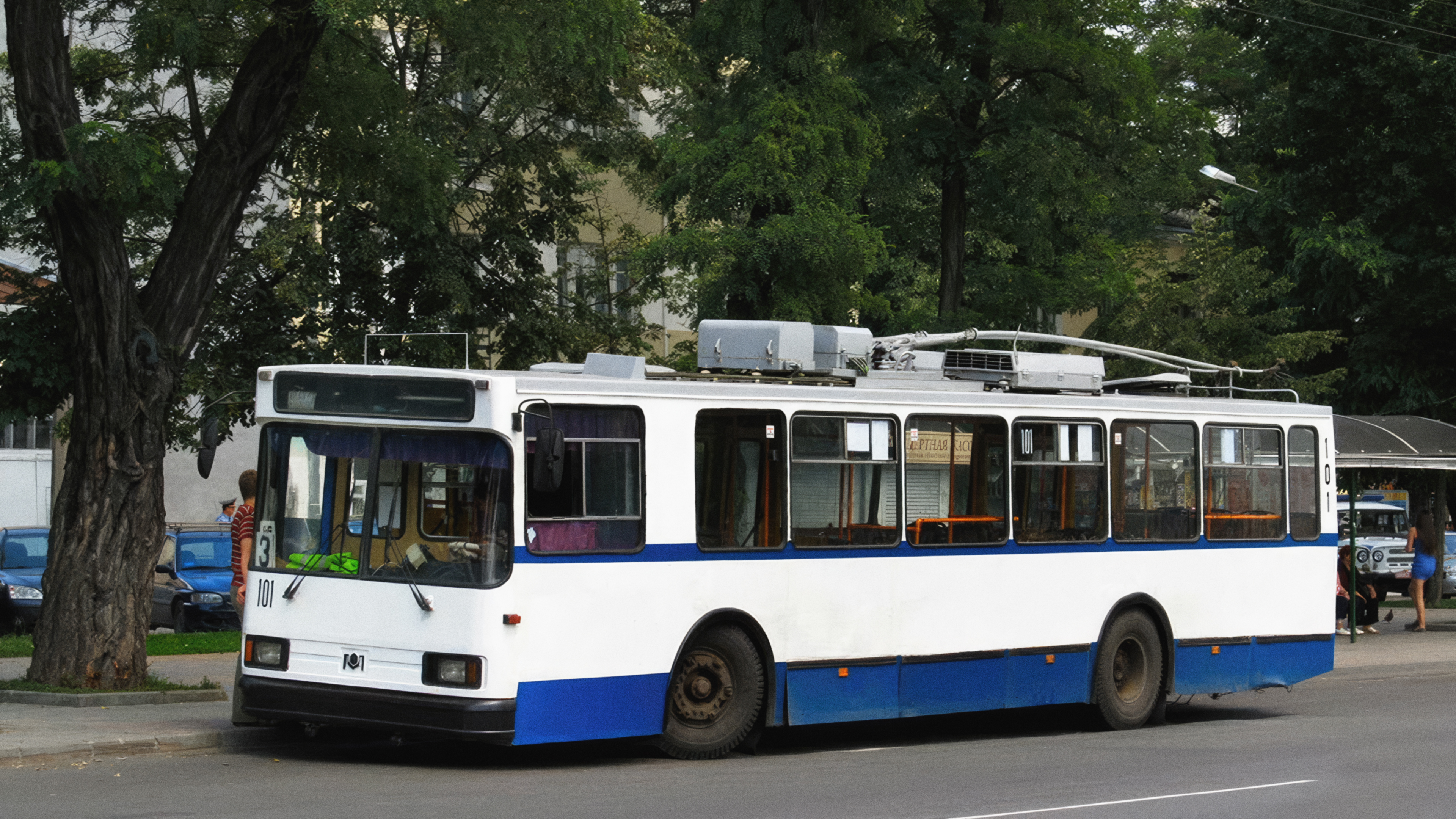
Троллейбус БКМ/АКСМ-201 на маршруте. Историческое фото
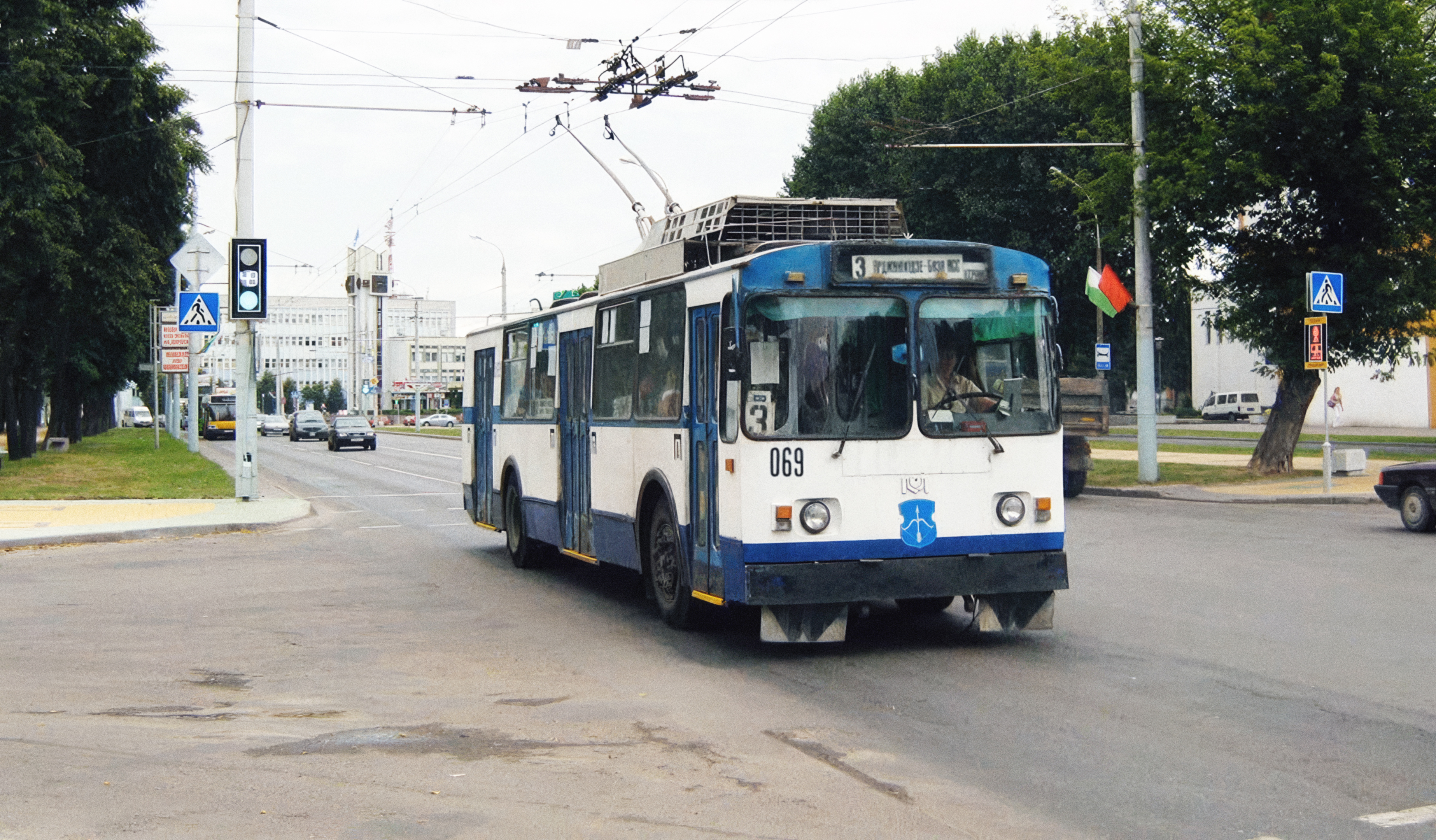
Троллейбус АКСМ-100 у остановочного пункта Центральный универмаг. Историческое фото
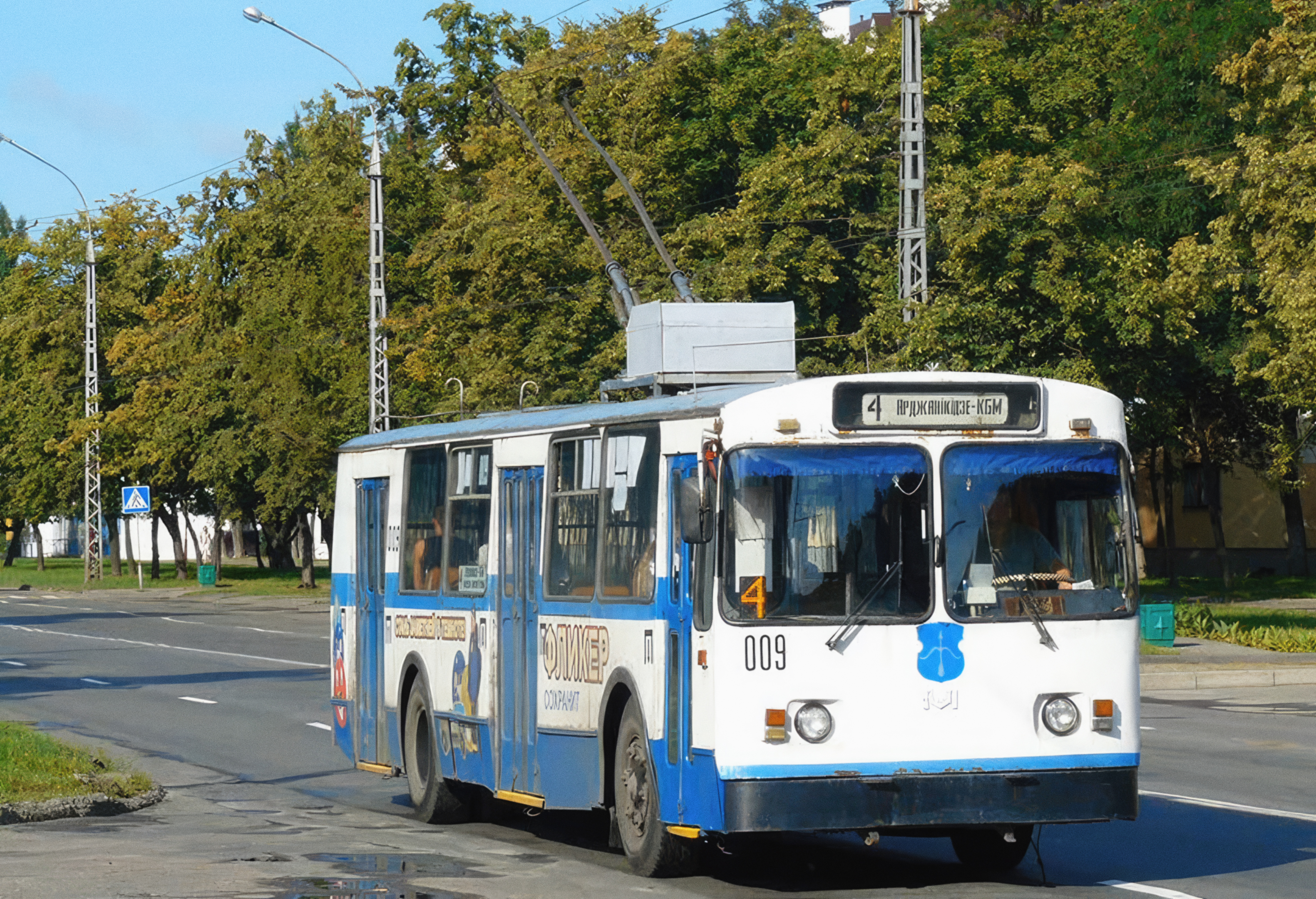
Троллейбус модификации Белкоммунмаш на улице Янки Купалы. Историческое фото
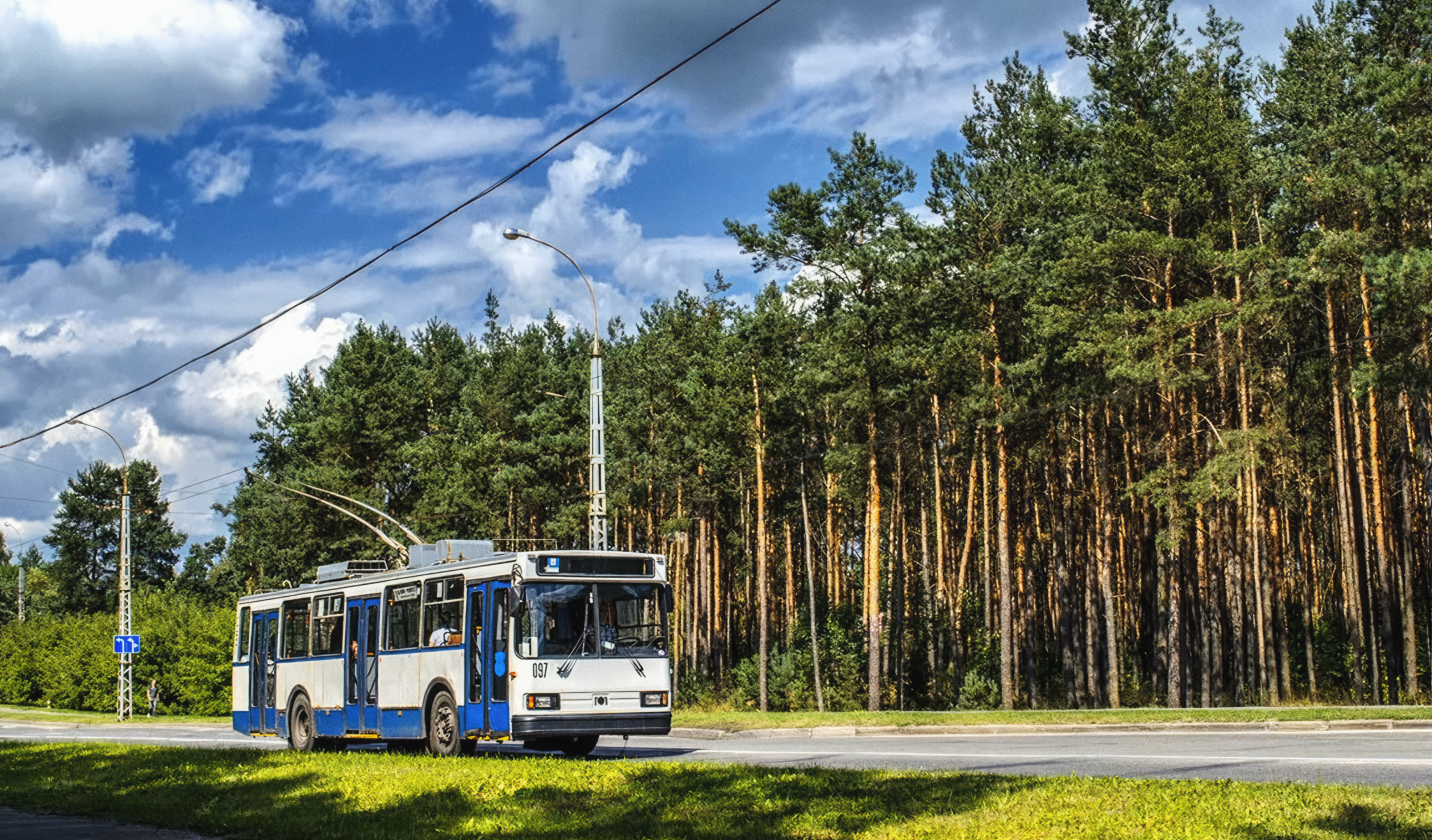
Троллейбус БКМ/АКСМ-201 на маршруте №1 и Тельмовский лес. Историческое фото
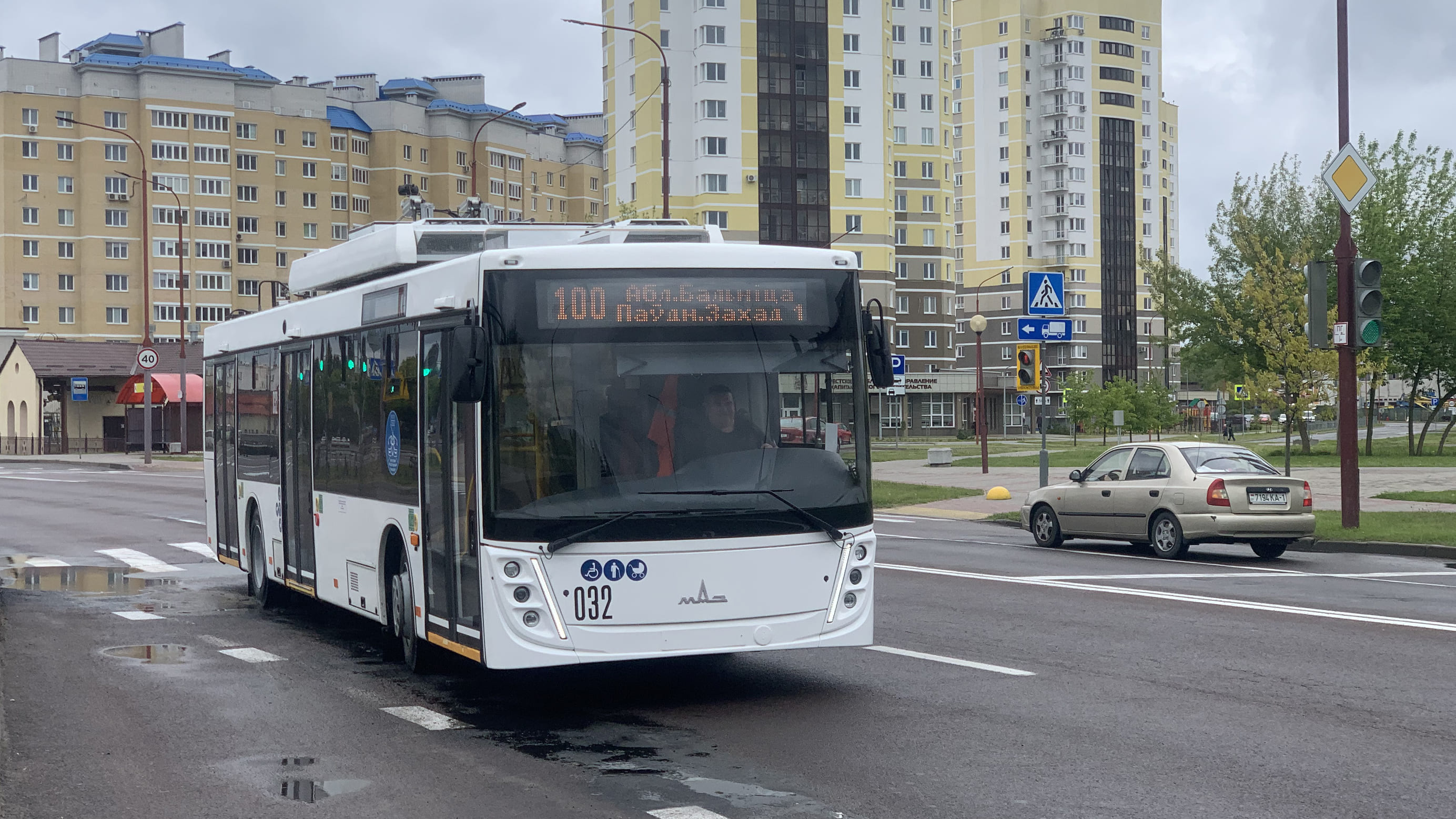
Троллейбус МАЗ 203Т №100 прибывает к остановочному пункту Бюро технической инвертаризации
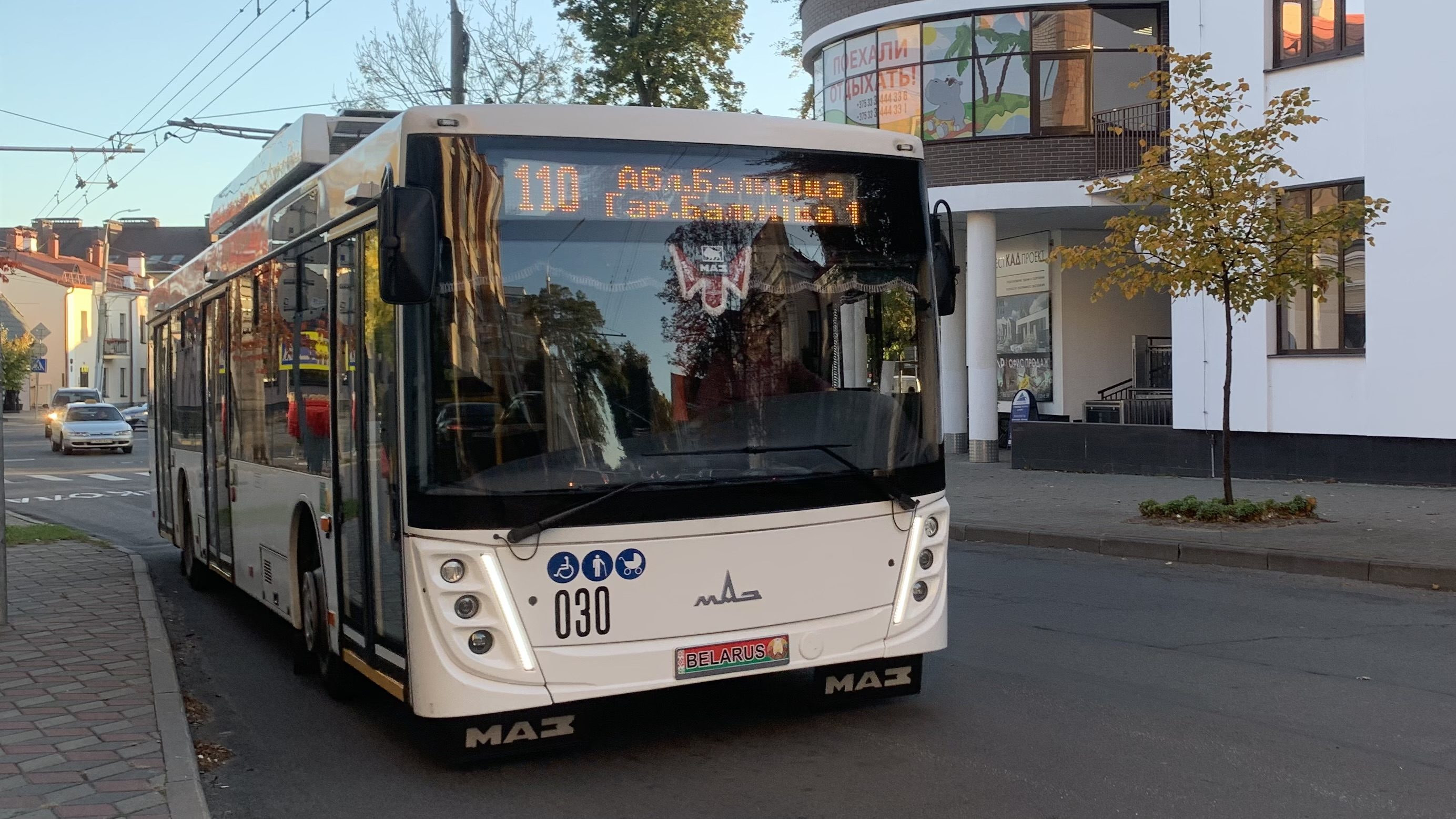
Троллейбус МАЗ 203Т на автономном ходу на маршруте 110. Вышел на линию в 2023г.
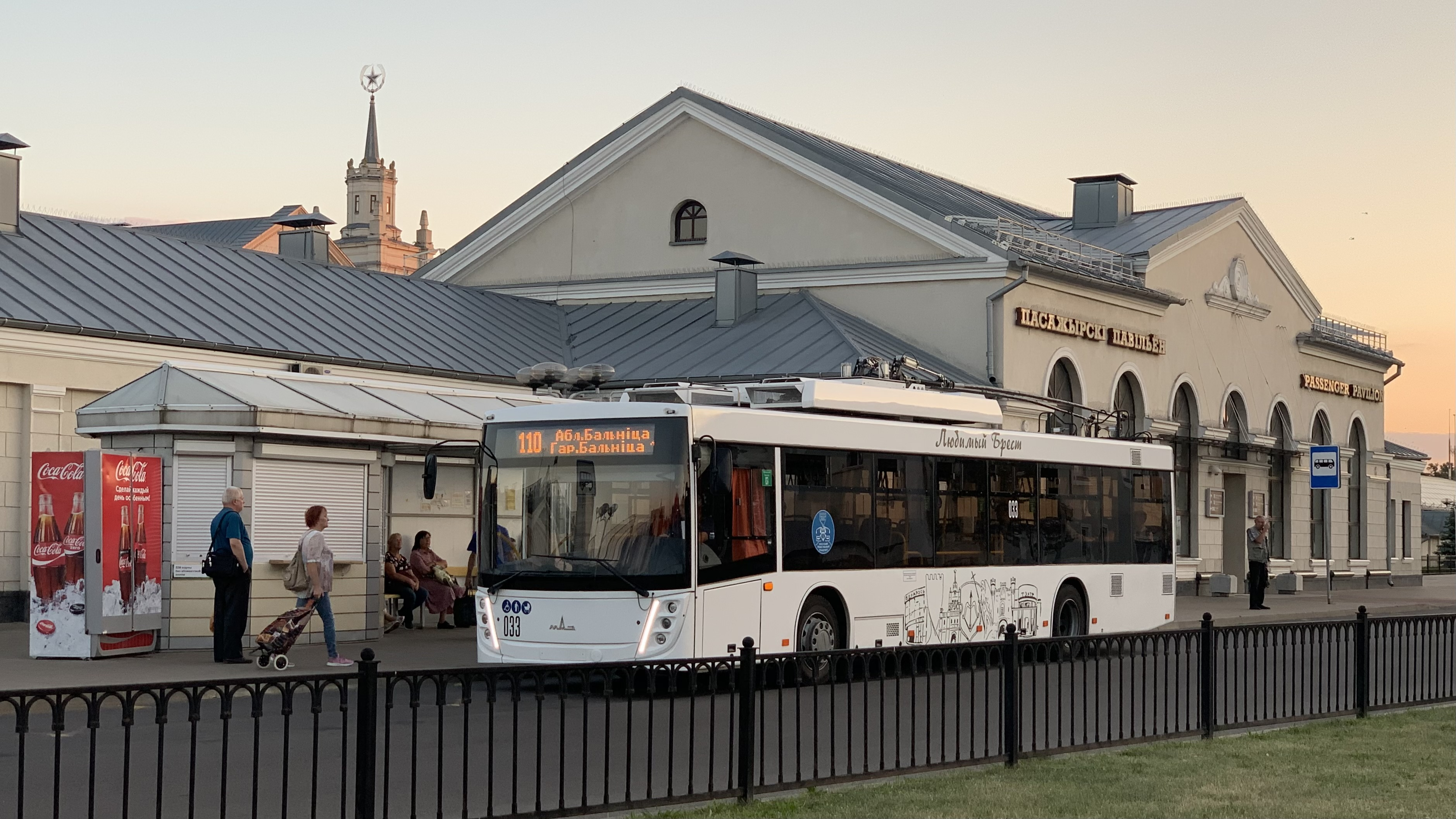
Брестский троллейбус МАЗ 203Т № 110 с динамической подзарядкой
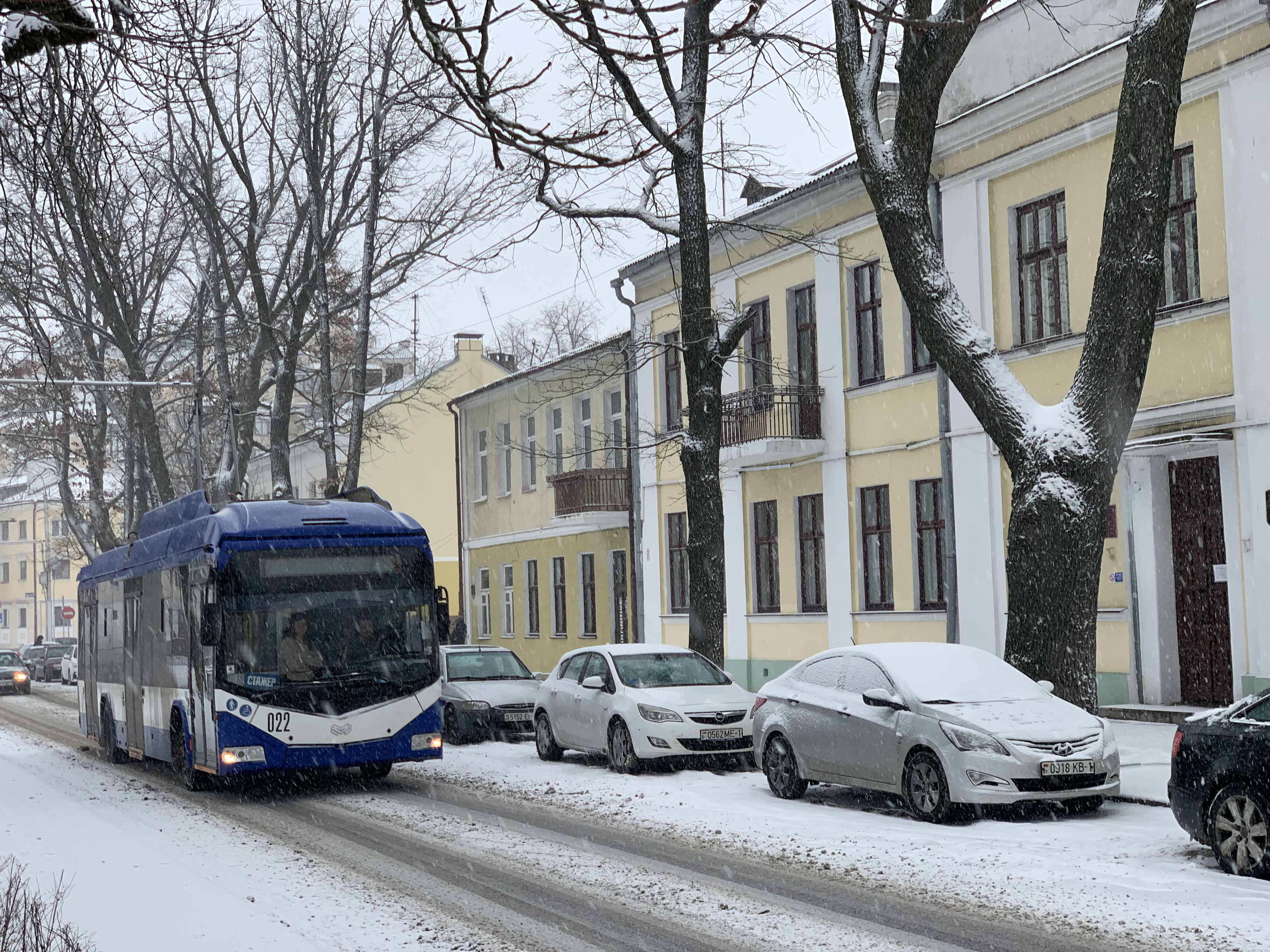
Троллейбус БКМ-321 на площади Свободы